# Церковь Рождества Пресвятой Богородицы (Лащ-Таяба)
Храм Рождества Пресвятой Богородицы (чув. Сӑваплӑ Турамӑшӗ Ҫуралнин Лаш Таяпари чиркӗвӗ) — православный храм в селе Лащ-Таяба Яльчикского района Чувашии. Относится к Канашской епархии Русской православной церкви.

## История
В селе Лащ-Таяба храм был построен в 1840 году.
Закрыт и полностью уничтожен в 1940-е годы.
Приход возобновил деятельность в 1991 году в бывшем школьном здании, реконструированном под церковь.
В 2010 был заложен каменный храм, в 2016 году он был освящён.